# Artur Zechel
Artur Zechel (geboren 15. Mai 1911 als Arthur Franz Zechel in Girnberg, Bezirk Tachau, Böhmen; gestorben 3. Juni 2002 in Sömmerda) war ein deutscher Historiker, Volkskundler, Archivar, Journalist und Verleger.

## Leben und Wirken
Zechel wurde 1911 in Girnberg als unehelicher Sohn von Bertha Zechel, Tochter des Girnberger Schulleiters Karl Zechel, geboren. Sein Vater, Wilhelm Eichler aus Ober Graupen fiel 1915 in Russland. Ab 1922 besuchte er das Piaristengymnasium in Eger, wo er 1930 maturierte. Zechel studierte Geschichte, Germanistik und Volkskunde an der Deutschen Universität Prag, an deren Philosophischer Fakultät er 1935 mit seinen Studien über Kaspar Schlick zum Dr. phil. promovierte. Zugleich absolvierte er zwischen 1930 und 1933 ein Studium der Staatswissenschaften, Volkswirtschaft und Zeitungskunde an der Freien Schule der politischen Wissenschaften in Prag,  das er als Dipl. scient. pol. abschloss. Zwischen 1934 und 1937 erweiterte er sein Wissen an der Staatlichen Archivschule Prag und war danach bis 1938 am Staatsarchiv Prag als Referendar und Assessor beschäftigt. Später folgten Tätigkeiten im Staatsarchiv Eger und Reichsarchiv Reichenberg. Ab Februar 1942 wirkte Zechel als Ministerialoberkommissar der Archiv- und Bibliotheksdienstes am Staatsarchiv Prag und übernahm zugleich die Geschäftsführung der Deutschen Archivkommission im Reichsprotektorat Böhmen und Mähren. Nach einem halben Jahr erfolgte seine Beförderung zum Sektionsrat der Archiv- und Bibliotheksdienstes. Zugleich übernahm er Leitung des Staatlichen Sippenamtes für Böhmen und Mähren sowie des Parlaments- und Senatsarchivs in Prag. Außerdem lehrte Zechel als Dozent an der Staatlichen Archivschule Prag. 1943 erfolgte seine Einberufung zum Kriegsdienst.
Nach der Rückkehr aus der Kriegsgefangenschaft erfolgte seine Vertreibung aus der Tschechoslowakei. Zwischen 1946 und 1948 arbeitete Zechel als Wissenschaftlicher Mitarbeiter am Fichtelgebirgsmuseum und leitete nebenamtlich das Stadtarchiv Wunsiedel. Für das Staatsarchiv Bamberg war er in dieser Zeit als ehrenamtlicher Archivpfleger für den Landkreis Wunsiedel tätig. 1948 begann Zechel wechselnde Tätigkeiten als Verlagsleiter. In dieser Zeit war er u. a. Herausgeber der ab 1949 im Ackermann-Verlag in Wunsiedel erschienenen Illustrierten Sudetendeutscher Kalender sowie Verlagsleiter der Sudetendeutschen Verlagsgesellschaft. Von 1951 bis 1954 arbeitete er als Chefredakteur der Sudetendeutschen Zeitung.
Ab 1957 war Zechel als Archivar im Staatsarchiv Speyer tätig. Im Jahr darauf übernahm Zechel die Leitung des Werksarchivs der Ilseder Hütte in Peine und war schließlich bis zu seinem Ruhestand im Jahre 1976 Werkarchivar der Stahlwerke Peine-Salzgitter AG. „Für seine dreibändige Geschichte der Stadt Peine“ wurde Zechel 1985 mit dem Verdienstkreuz des Niedersächsischen Verdienstordens ausgezeichnet.
Zechel heiratete 1936 in Eger Elisabeth Walburga Beyer aus Fischern.
Zechels Hauptinteresse galt der Ausbildung von Wirtschaftsarchivaren. 1967 gehörte Zechel zu den Gründern des von der Vereinigung der Wirtschaftsarchivare herausgegebenen Periodikums Archiv und Wirtschaft. Zeitschrift für das Archivwesen der Wirtschaft und fungierte bis 1972 als dessen Schriftleiter.
In Fachkreisen erlangte Zechel 1960 mit seinem Hauptreferat auf dem Deutschen Archivtag in Essen zum Thema Grundfragen zur Theorie des Werkarchivs Aufsehen. Darin stellte er sein kontrovers diskutiertes ökotopisches Prinzip vor,  das im Gegensatz zu dem in den Werkarchiven der Schwerindustrie teilweise praktizierten Pertinenzprinzip stand.

## Schriften (Auswahl)
- Studien über Kaspar Schlick, Dissertation 1935/36 an der Universität Prag
- Studien über Kaspar Schlick. Anfänge, erstes Kanzleramt, Fälschungsfrage. Ein Beitrag zur Geschichte und Diplomatik des 15. Jahrhunderts (= Quellen und Forschungen aus dem Gebiete der Geschichte, Bd. 15), Prag: Deutsche Gesellschaft der Wissenschaften und Künste in Prag; Reichenberg: Kraus, 1939
- Sigmund Wann. Ein Leben der Tatkraft und Nächstenliebe, Sonderdruck aus Der Fichtelgebirgsbote, 1948
- Eger, Selbstverlag, 1950
- Die Aufgabe der Vereinigung Deutscher Werks- und Wirtschaftsarchivare. Zugleich ein Geleitwort zu „Archiv und Wirtschaft“, in: Archiv und Wirtschaft. Zeitschrift für das Archivwesen der Wirtschaft, Bd. 50 (2017), Heft 1, S. 9–12
- Betriebsgeschichte in der CSSR, Schrifttumsverzeichnis mit Illustrationen und Karten, 1968
- Die erste Industrieausstellung in Böhmen im Jahre 1791, in: Tradition. Zeitschrift für Firmengeschichte und Unternehmerbiographie, Jg. 14, Heft 3/4 (1969), S. 115–126
- Die Geschichte der Stadt Peine, Band 1 gemeinsam mit Theodor Müller
  - Bd. 1: Von den Anfängen bis zum Ende des Dreissigjährigen Krieges, Hannover: Madsack, 1972
  - Bd. 2: Von der Mitte des 17. Jahrhunderts bis zum Ende des Hochstifts Hildesheim, Hannover: Madsack, 1975
  - Bd. 3: Vom Beginn des 19. Jahrhunderts bis zur Gegenwart, Hannover: Madsack, 1982
- Hans Theodor Schmidt. Geboren Ruhland (Kreis Hoyerswerda) 30.8.1908, gestorben Hannover 20.12.1973, in: Der Archivar. Mitteilungsblatt für das deutsche Archivwesen, Bd. 28 (1975), S. 388–390
- in Der Heimatspiegel, Beilage der Peiner Allgemeinen Zeitung, z. T. mit Abbildungen:
- Der „Schwarze Herzog“ rastete auf dem Marktplatz. Vor 170 Jahren in Peine, 1979, Nr. 140, S. 6–7
- Es begann mit einer fürstlichen „Tobacks-Fabrique“. Die zweihundertjährige Peiner Tabak-Geschichte, 1979, Nr. 141, S. 8–10
- Aus der ersten Peiner Preußenzeit, Nr. 144, S. 3–4; Nr. 145, S. 2, 6
- Amtmann Baring „erleuchtete“ den Damm: Am 3. November 1816 brannten die ersten Straßenlaternen, 1980, Nr. 143, S. 2–3, 16
- Oeckermanns Zichorienfabrik in Peine. Ein Kapitel Wirtschaftsgeschichte des 19. Jahrhunderts, 1980, Nr. 142, S. 2–5
- Artur Zechel (Bearb.): Findbuch zum Bestand Hammerstein-Archiv. Gutswirtschafts- und Patrimonialherrschaftsarchiv des Freiherren von Hammerstein-Equord. Archiv des Landkreises Peine (Kreisarchiv), Peine, 1984